# Kathedraalorgel van Brugge

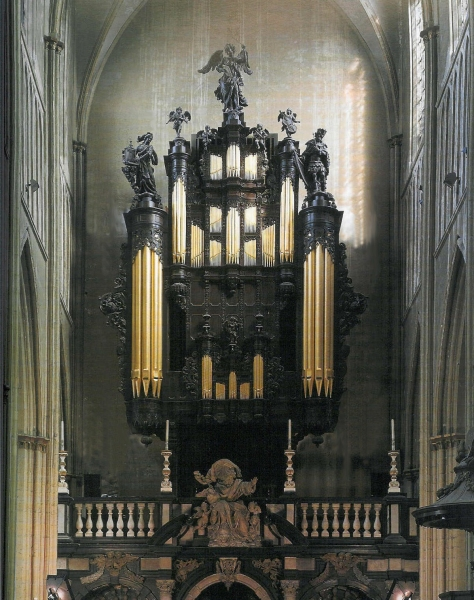
Oude kas van het orgel in de Sint-Salvatorskathedraal te Brugge. (Nota bene: deze foto is gespiegeld).

Het centrale deel van het kathedraalorgel van Brugge, dat zich in de Sint-Salvatorskathedraal bevindt, behoort tot de oudere orgels van de provincie West-Vlaanderen.

## Geschiedenis van het orgel
Gedurende de paar eeuwen van zijn bestaan werd het orgel talloze keren verbouwd door verschillende orgelbouwers in opdracht van het bisdom en van de provinciale overheid. Het historische gedeelte van het instrument dateert van 1717 en is dus een voorbeeld van de laatbarok die in de 18e eeuw in Vlaamse streken bloeide.
De opdracht ging uit van de dekenij van Sint–Salvators en er werd een contract gesloten met Jacobus van den Eynde, een gerespecteerde orgelbouwer uit Ieper. Het originele contract is bewaard in de archieven van het bisdom. Er werd afgesproken dat hij een orgel zou bouwen met drie klavieren: het hoofdwerk (zestien registers), een rugpositief (tien registers) en een echowerk (1 cornet IV sterk). Er zouden oorspronkelijk drie blaasbalgen moeten geweest zijn die het orgel “sonder enige alternatie” moest laten spelen. Jacob moest zelf instaan voor een stelling.
“Den aennemer is geobligeert den selven orgel te maeke vande alerbeste ende deughdelixte stoffe ende die te voltrekken en leveren twee iaer, twee maend inbergrepen.”

“Aenden aennemer sr. Vanden Eynde moet worden betaeld de somme van acht gouden ponden groot, courant gelt 9 schellingen tot seven stuivers ende de andere spetie …”

“andere lonen nog vijftig guldens courant gelicke munte besproock voor sijnen kneght…”

“soo haest den orgel sal overgenomensijn sal aen Sr. Vanden Eynde betaelt worden zes gouden ponden groot met de vijftig guldenvoor sijne kneght. Ende de twee andere gouden ponden een iaer naer dato van d’eerste betalinghe…”
Daarnaast werd nog geëist dat hij een positief op eigen kosten zou installeren gedurende de werken en dat het orgel twee jaar zou moeten onderhouden worden op eigen kost. Dit was waarschijnlijk de grootste bestelling die van den Eynde ooit kreeg: maar het werd dan ook zijn onovertroffen meesterwerk!
Het contract is gesigneerd door alle betrokken partijen. Een keuringsverslag werd geleverd door Anthonius Mouqué op 14 oktober 1719. Het resultaat was “een goet ende meesterlijck werck, ende van goede armonie…”.

## Latere ontwikkelingen: Klais
Meerdere orgelbouwers hebben aan het orgel gewerkt: zo o.m. Jacobus, Andries en Domenicus Berger, Lambert Benoit Van Peteghem, J.G. en S.G.en Louis Hooghuys, en G. Cloetens. Hiertoe aangemoedigd door bisschop Henricus Lamiroy, besliste de Kerkraad op 7 april 1935 om het koordoksaal te verplaatsen en aldus het Hoogkoor te openen. Via Dom Krebs van de abdij Keizersberg te Leuven werd de opdracht om het orgel te verplaatsen en te vergroten toevertrouwd aan Orgelbouwer Johannes Klais uit Bonn.De uiteindelijke ontwerp-tekening voor deze verbouwing werd opgemaakt door architect J. Viérin uit Brugge. Het orgel werd uitgebreid tot een "symfonisch orgel" , mits aanpassing en inkorting van het 18de-eeuwse pijpenbestand. Dit gebeurde onder andere door het toevoegen van twee grote pedaaltorens. Het oorspronkelijke rugpositief werd verplaatst onderaan de kastvoet maar werd herleid tot een niet sprekend front. Een belangrijk gedeelte van het oorspronkelijke Van Eynede-pijpwerk is tot op vandaag bewaard maar in getransformeerde toestand. In de periode 1987 werd nog bijkomend historisch materiaal uit het orgel verwijderd, onder meer de oorspronkelijke Van Eynde-windladen van het hoofdwerk. Het orgel lijdt ook aan talrijke beschadigingen aan het pijpwerk.

## Restauratie 2017-2023
Tot voor kort werd het orgel onderhouden door de firma Anneesens-Andriessen en bespeeld door Ignace Michiels. Rond 2010 werd het buiten gebruik gesteld, en sindsdien werd een interim-orgel bespeeld. Jaarlijks worden tijdens de Brugse kathedraalconcerten internationale organisten uitgenodigd voor een recital op het orgel. Als synthese-instrument zou het Klais-orgel geschikt zijn voor het uitvoeren van in het bijzonder 19de-eeuwse orgelliteratuur, maar in feite geeft het getransformeerde Van Eynde-pijpwerk slechts een karikatuur van wat zijn oorspronkelijke klanksterkte en -diversiteit is geweest. Vandaar dat bij de restauratie geopteerd is voor een oplossing waarbij beide entiteiten: het Klais-orgel en het Van Eynde-orgel ieder opnieuw tot hun authentieke klankbeeld kunnen worden gebracht. In 2022 werd een nieuwe kas geplaatst rond beide orgels.
Het gaat om een ingrijpend en betwistbaar restauratieproject. Het bestaande imposant Klais-orgel werd gesplitst; het Van Eynde-deel is na de restauratie op een nieuw doksaal geplaatst. Op het oude doksaal is een grotendeels nieuw orgel in een 'moderne' orgelkast ingebouwd. Dit restauratieproject leidde tot protest van verontwaardigde burgers bij zowel de bevoegde autoriteiten als Unesco. De restauratie van de orgels werd door sommigen als een esthetisch niet te verantwoorden ingreep beschouwd die het pas gerestaureerde interieur van de beschermde kathedraal zwaar schendt. Alle protest kon de werken echter niet stoppen, en het nieuwe orgel werd in 2023 ingewijd.

## Dispositie
| I Positief C–g3   |       |
| Gedekt            | 8′    |
| Principaal        | 8′    |
| Oktaaf            | 4′    |
| Gemshoon          | 4′    |
| Nazard            | 2/3′  |
| Woudfluit         | 2′    |
| Mixtuur III       |       |
| Schalmei          | 8′    |
| Holpijp           | 8′    |
| Prestant          | 4′    |
| Fluit             | 4′    |
| Octaaf            | 2′    |
| Terts             | 13/5′ |
| Kleine kwint      | 1/3′  |
| Stemmeke          | 1′    |
| Cimbel II         |       |
| Klein vulwerk III |       |
| Kromhoorn         | 8′    |

| II Hoofdwerk C–g3 |      |
| Gedekt            | 16′  |
| Prestant          | 8′   |
| Roerfluit         | 8′   |
| Wilgenpijp        | 8′   |
| Oktaaf            | 4′   |
| Fluit             | 4′   |
| Nazard            | 2/3′ |
| Oktaafken         | 2′   |
| Nachthoorn        | 2′   |
| Seskwialter II    |      |
| Vulwerk IV        |      |
| Scherp III        |      |
| Groot kornet V    |      |
| Pommer            | 16′  |
| Trompet           | 8′   |
| Klaroen           | 4′   |

| III Zwelwerk C–g3 |     |
| Roergedekt        | 8′  |
| Grote             | 8′  |
| Fluit             | 8′  |
| Gamba             | 8′  |
| Zweving           | 8′  |
| Kwintadeen        | 8′  |
| Principaal        | 4′  |
| Dwarsfluit        | 4′  |
| Oktaaf            | 2′  |
| Echokornet III-V  |     |
| Cimbelken III     |     |
| Dulciaan          | 16′ |
| Trompet           | 8′  |
| Hobo              | 8′  |

| Pedaal C–f1     |        |
| Principaal      | 16′    |
| Gedektbas       | 16′    |
| Zachtbas        | 16′    |
| Kwintbas        | 102/3′ |
| Oktaaf          | 8′     |
| Fluitbas        | 8′     |
| Hoog octaaf     | 4′     |
| Gedekt          | 4′     |
| Oktaafcimbel II |        |
| Ruispijp III–IV |        |
| Bazuin          | 16′    |
| Trompetbas      | 8′     |
| Schalmei        | 4′     |

- Koppels: I/I 16′, I/II, I/III, II/I, II/II 16′, II/III, II/III 16′, III/III 16′, P/I, P/II, P/III.